# 黃崇源 (天文學家)
黃崇源（Chorng-Yuan Hwang，1964年—）是一位台灣天文學家，現任教於國立中央大學天文研究所並為前任所長。主要研究是在觀測天文學與星系天文方面。

## 經歷
黃崇源生長於嘉義，後前往台北市就讀高中。之後進入國立臺灣大學物理系就讀，並取得學士和碩士學位。黃崇源就讀國立台灣大學時是研究核物理，後來到柏克萊加州大學改研究天文學，並獲得天文學博士學位。獲得博士學位後曾在中央研究院天文及天文物理研究所籌備處擔任博士後研究員，2000年前往中央大學天文研究所任教並曾任所長。

## 研究
黃崇源的研究主要是觀測天文學。主要是以下電磁波段；
- 電波天文物理-類星體和星系間物質
- 紅外線天文物理-合併星系和星球劇增
- 可見光天文物理-變星和γ射線爆發源
- 極紫外光天文物理-活躍星系核和統一理論
- X 射線天文物理-背景輻射和宇宙論
- 高能天文物理-星系群和高能粒子

## 個人興趣
黃崇源的個人興趣有國際標準舞、太極拳和塔羅牌。

## 外部連結
- 中央大學天文研究所介紹黃崇源
- 展望系列》黃崇源：天文迷人 勤奮才有發現[永久]
- 我的天文研究/ 訪黃崇源教授─追尋閃耀星光背後的真理[永久]《臺北星空》41期

| 教育職務      | 教育職務                                               | 教育職務     |
| ------------- | ------------------------------------------------------ | ------------ |
| 國立中央大學  |                                                        |              |
| 前任： 高仲明 | 國立中央大學 天文研究所所長 2006年8月1日—2009年7月31日 | 繼任： 周 翊 |